# Aszik Mychitarian
Aszik Mychitarian, Ashik Mkhitaryan (ur. 1950) – ormiański lekkoatleta, długodystansowiec.

## Rekordy życiowe
- Bieg maratoński – 2:20:36 (1968) rekord Armenii[2]